# Udajpur
Udajpur (anglický přepis: Udaipur,  výslovnost, dévanágarí: उदयपुर), známý také jako “Město jezer” je hlavním administrativním centrem distriktu Udajpur a nachází se ve státu Rádžasthán v západní Indii. Je historicky hlavním městem bývalého královstvím Mevár. Jezera Pičola, Fateh Sagar, Udaj Sagar a Svarúp Sagar, nacházející se ve městě, jsou považována za jedna z nejkrásnějších v zemi.
Udajpur je známý také paláci, obzvláště Jezerním palácem, který se rozkládá na ostrově jezera Pičola. Mnohé z paláců byly přestavěny na hotely.

## Historie
Udajpur byl hlavním městem království Mevár, které patřilo rádžputskému rodu Sisodia. Za zakladatele Udajpuru je považován Rána (král) Udaj Singh a původní hlavní město Meváru bylo město Nagda, ležící na řece Banás severovýchodně od Udajpuru.
Podle legendy se král Udaj Singh náhodou na lovu setkal s poustevníkem. Poustevník mu požehnal a na jeho radu král na místě setkání vystavěl dobře opevněný palác, kde se také usadil. Roku 1568 mughalský vládce Akbar dobyl město a významnou pevnost Chittorgarh a Udaj Singh byl nucen přesunout hlavní město do svého bydliště, čímž byl nově založený a dobře opevněný Udajpur.
Akbar Mevár dlouho a těžce dobýval, protože ho mahárána Pratáp odmítal uznat za sobě nadřazeného. Jeden z hlavních generálů ve službách Akbara byl Man Singh I., král sousedního Dhúndháru, jehož hlavní město byl Amber.
Když později mughalská moc zeslábla, vyhlásila místní šlechta nezávislost a získala zpět většinu Mevárského království s výjimkou pevnosti v Chittorgarh. Udajpur již hlavním městem státu zůstal a roku 1818 se jako knížecí stát připojil Britské Indii. Po vyhlášení indické nezávislosti roku 1947 přijal tehdejší mahárána novou indickou vládu a Mevár byl začleněn do indického státu Rádžasthán.

## Doprava
Udajpur je dobře spojen se všemi hlavními městy Indie, po silnici, železnicí i letecky.

### Silniční
Město leží na cestě mezi Dillím a Mumbají národní silnicí číslo 8, leží zhruba 700 km od každého z těchto měst. Cesty jsou v této oblasti zpevněné a vhodné i pro osobní automobily. Cesta autem z Džajpuru trvá asi 8 hodin, ze Suratu 9 hodin.

### Letecká
Udajpurské letiště Dabok leží 24 km od centra města. Indian Airlines denně létají z Udajpuru do Džodpuru, Džajpuru, Aurangabadu, Mumbaje a Dillí . Denní lety do Udajpuru provozuje také Jet Airways a Kingfisher Airlines. Letiště by podle rozhodnutí regionální vlády mělo roku 2011 získat mezinárodní status.

### Železniční
Udajpur je dlouhodobě dobře dostupný po železnici především z Dillí, Džajpuru a Ahmedabadu. Tato spojení nedávno rozšířil „Mewar Express“, který v Udajpuru spojuje navíc s městy Kóta a Mathura a „Ananya Express“ spojuje od roku 2007 Udajpur s Kalkatou. Udajpur nemá přímé vlakové spojení s jihem země, je obvykle nutné přestoupit v Ahmadabadu nebo Suratu.

## Zajímavá místa

### Městský palác

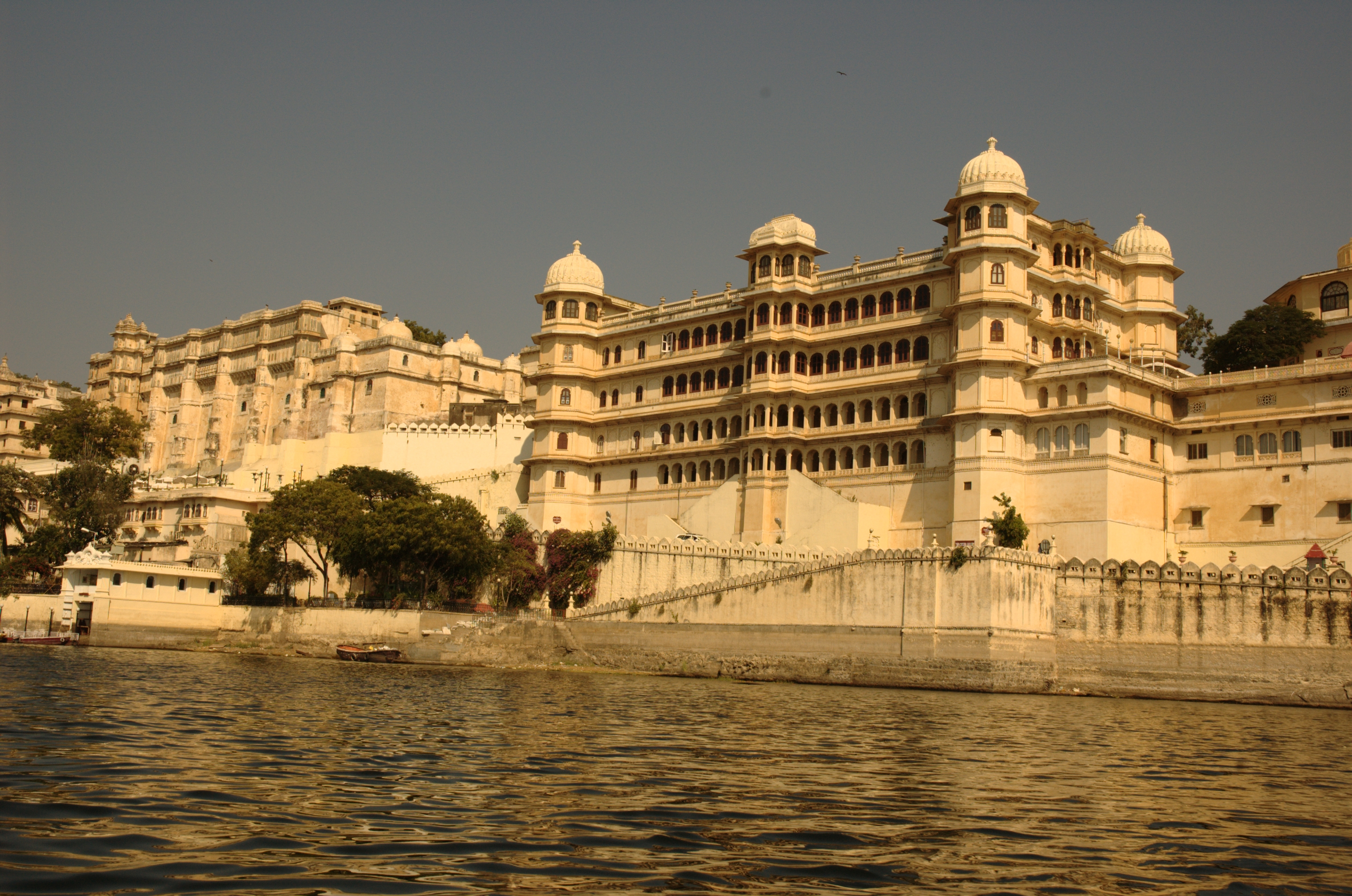
Městský palác z jezera Pichola.

Leží na východním břehu jezera Pičola a skládá se z několika masivních kamenných paláců postavených v různých dobách po roce 1559. Palác poskytuje překrásný výhled na „Jag Niwas“ – hotel na jezeru Pičola a také na staré centrum města na druhé straně. Jako hlavní palácový vchod slouží velká klenutá brána, tzv. Tripolia, postavená roku 1725. Za ní vede cesta několika dvory na palácové terasy a do zahrad. V paláci se nachází Surádž Gokhda – místo, odkud mahárádžové v těžkých časech promlouvali k lidu. Dvůr zvaný Mor-čók (Paví dvůr) získal své jméno podle skleněné mozaiky, které zdobí jeho stěny. Patrně nejpozoruhodnějším z paláců je Chini Chitrashala, jehož stěny zdobí různé malby boha Krišny. V komplexu se nachází množství dalších oddílů – Dilkhush mahal, Sheesh mahal, Moti mahal a Krishna vilas. V dnešní době slouží většina z nich jako muzea a navštěvují je denně tisíce turistů.

### Jezerní palác
Byl postaven v letech 1743-1746 z mramoru na ostrůvku Džag Nivas na jezeru Pičola a původně sloužil jako královský letní palác. Nyní byl přeměněn na pětihvězdičkový hotel a je provozován společností Taj Hotels Resorts and Palaces.

### Pevnost Sajjangarh (Monzunový palác)
Monzunový palác byl postaven mahárádžou Sadždžan Singhem roku 1884 a je znám též jako Sajjangarh. Jako bývalé letní sídlo mahárádžů leží na vrcholku kopce s krásným výhledem na město a jeho jezera. Palác byl pro nedostatek pitné vody vybaven důmyslným zařízením pro zachytávání dešťové vody.
Pevnost leží přibližně 5 km od Udajpuru v nadmořské výšce 940 metrů nad mořem. Nejlepší dobou k návštěvě paláce je období dešťů. Palác obklopuje přírodní rezervace (Sajjangarh Wildlife Sanctuary).

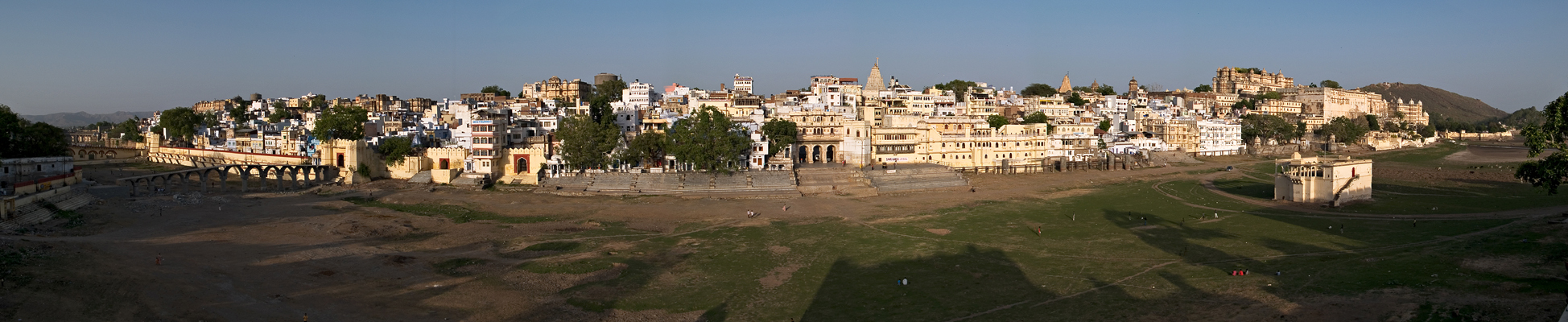
Pohled na Udajpur v době, kdy jezero Pichola vysychá.